# Жозеф Мендіш
Жозеф Мендіш (порт. Joseph Mendes, нар. 30 березня 1991, Евре) — французький футболіст, нападник французького клубу «Ніор» і національної збірної Гвінеї-Бісау.

## Клубна кар'єра
Народився 30 березня 1991 року в місті Евре. Вихованець футбольної школи клубу «Гренобль». Дорослу футбольну кар'єру розпочав 2010 року в основній команді того ж клубу, в якій провів один сезон, взявши участь у 15 матчах чемпіонату. 
Згодом з 2011 по 2016 рік грав за «Епіналь», «Ле-Ман», болгарський «Локомотив» (Пловдив) та «Гавр».
Протягом 2016–2018 років був гравцем ротації англійського «Редінга», після чого повернувся до Франції, уклавши контракт з «Аяччо», де провів наступні два роки своєї кар'єри гравця. 
До складу «Ніора» приєднався влітку 2020 року.

## Виступи за збірну
2019 року погодився на рівні збірних захищати кольори своєї історичної батьківщини і дебютував в офіційних матчах у складі національної збірної Гвінеї-Бісау.
У складі збірної був учасником Кубка африканських націй 2019 року в Єгипті та Кубка африканських націй 2021 року, що проходив на початку 2022 року в Камеруні.